# مائوریسیو فونس
کارلوس مائوریسیو فونس کارتاهنا (به اسپانیایی: Carlos Mauricio Funes Cartagena) (زاده ۱۸ اکتبر ۱۹۵۹ – درگذشته ۲۱ ژانویه ۲۰۲۵)، سیاستمدار و خبرنگار و عضو حزب چپ‌گرای مارکسیست از جبهه آزادی‌بخش ملی فارابوندو مارتی (FMLN) و رئیس‌جمهور سابق کشور السالوادور از ۱ ژوئن ۲۰۰۹ تا ۱ ژوئن ۲۰۱۴ بود.
او به دو دهه حاکمیت محافظه کاران، حزب اتحاد جمهوری‌خواه ملی‌گرای راست (ARENA) بر کشور خاتمه داد.
فونس جایگزین آنتونیو ساکا شد. ساکا در سال ۲۰۰۴ از حزب اتحاد جمهوری‌خواه ملی‌گرای راست موسوم به (ARENA) به عنوان رئیس‌جمهور السالوادور برگزیده شد. ساکا که پشتیبانی کاخ سفید را پشت سر خود داشت در مارس ۲۰۰۶ پیمان تجارت آزاد (CAFTAA) را با آمریکا منعقد نمود.
فونس و خانواده نزدیکش از سال ۲۰۱۶ تا زمان مرگش در تبعید در نیکاراگوئه به دلیل اتهامات جنایتکارانه در دوران تصدی وی زندگی کردند. در ژوئیه ۲۰۲۳، وی به دلیل محکومیت غیابی به دلیل مذاکرات مربوط به آتش‌بس باندی که در زمان ریاست جمهوری، غنی‌سازی غیرقانونی و فرار مالیاتی انجام داد، توسط وزارت امور خارجه ایالات متحده آمریکا تحت تحریم قرار گرفت.
مائوریسیو فونس در ۲۱ ژانویه ۲۰۲۵، در سن ۶۵ سالگی در تبعید در ماناگوآ، نیکاراگوئه درگذشت.

## حرفه خبرنگاری
فونس قبل از درگیر شدن با سیاست السالوادور، خبرنگاری بود که مجری یک برنامه مصاحبه محبوب در تلویزیون را بر عهده داشت. او در کانال ۱۲ و سی‌ان‌ان انگلیسی - اسپانیایی برنامه اجرا می‌کرد و از ۱۹۹۱ تا ۲۰۰۷ به عنوان خبرنگار کار کرد، و همچنین میزبان برنامه‌های خبری محلی بود که منتقد دولت‌های قبلی بودند. او در طول جنگ داخلی السالوادور خبرنگار بود و با رهبران شورشیان چپ مصاحبه می‌کرد. در این زمان بود که او نسبت به چپ‌ها در السالوادور بیشتر دلسوزی کرد و خود را چپ میانه می‌دانست.

## جابجایی قدرت
پس از پایان جنگ داخلی سال ۱۹۹۲ در السالوادور، حزب محافظه‌کار آرِنا ۲۰ سال در قدرت بود. با پیروزی مائوریسیو فونس به عنوان نماینده سازمان چپگرای چریکی (FMLN) در انتخابات ریاست‌جمهوری السالوادور سال ۲۰۰۹ برای اولین‌بار قدرت را از حزب حاکم پس گرفت و پس از آن در انتخابات ریاست‌جمهوری ۲۰۱۴ با پیروزی سالوادور سانچز سرن، دوباره حزب FMLN در قدرت ماند.

## جنگ داخلی السالوادور
السالوادور به همراه تعدادی دیگر از کشورهای آمریکای مرکزی در ۱۵ سپتامبر ۱۸۲۱ از اسپانیا اعلام استقلال کردند. با تشکیل فدراسیون دولت‌های آمریکای مرکزی، السالوادور نیز به این فدراسیون پیوست ولی این فدراسیون عمر کوتاهی داشت و در سال ۱۸۳۸ منحل شد. السالوادور تا دهه‌ها بعد از استقلال شاهد انقلاب‌های بی‌شمار و نزاع و درگیری با سایر جمهوری‌های آمریکای مرکزی و کشورهای همسایه‌اش بود.
از سال ۱۹۳۱ تا سال ۱۹۷۹ در السالوادور کودتاهای مختلف صورت گرفت.